# Hexatoma (Eriocera) perexigua
Hexatoma (Eriocera) perexigua is een tweevleugelige uit de familie steltmuggen (Limoniidae). De soort komt voor in het Neotropisch gebied.